# طرق الإظهار الهندسي

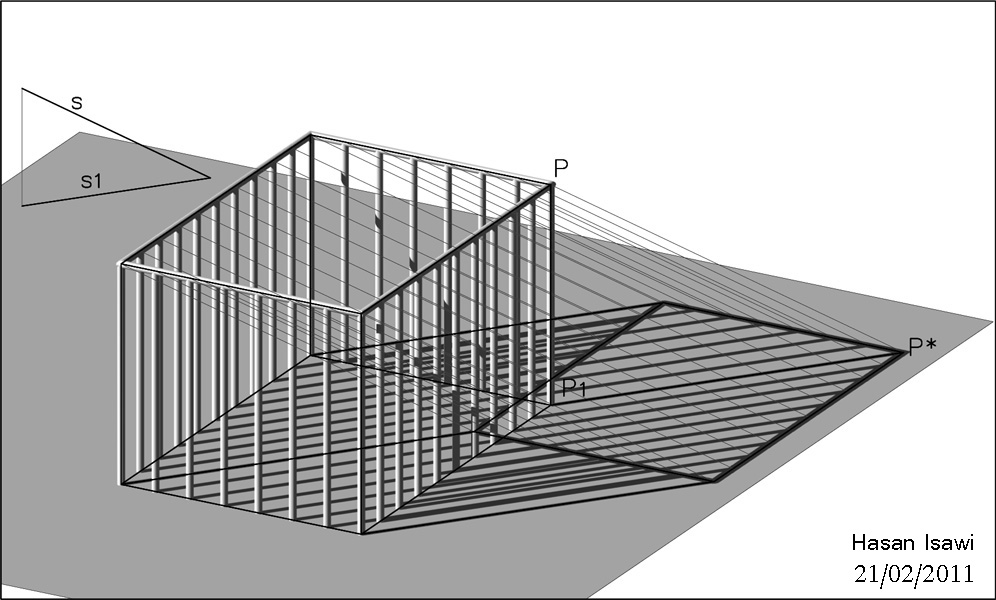
الظلال الناتجة من مصدر ضوء لانهائي تعتبر اسقاط متوازي. وفي الحالة التي تكون خطوط اشعة الضوء مائلة بالنسبة للمستوى المتلقي الظل, الاسقاطات تسمة اسقاطات مائلة

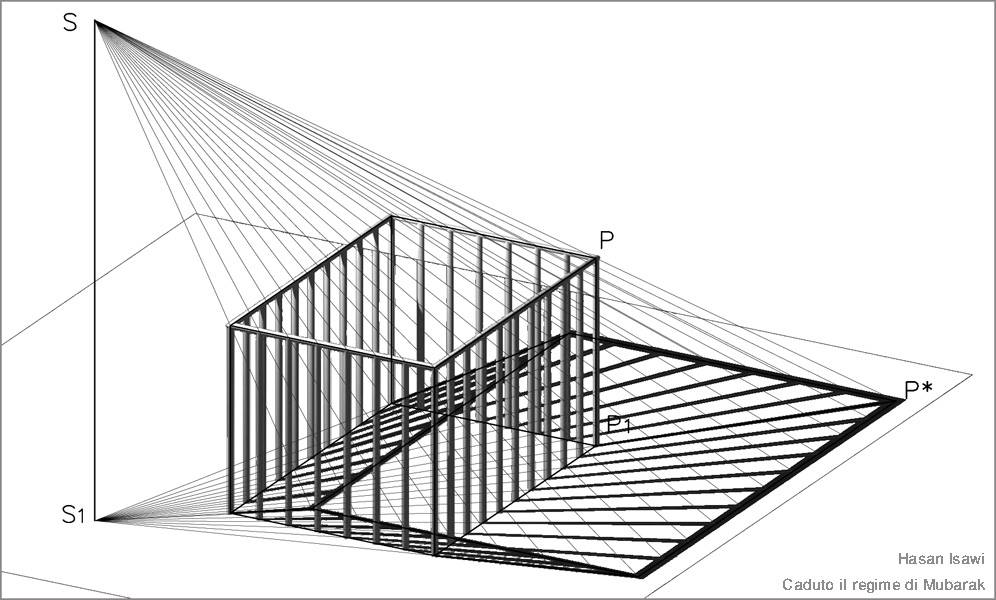
الظلال الناتجة من مركز ضوء نهائي, تعتبر اسقاط مركزي أو منظور

أهم طرق التمثيل الهندسي مثل المنظور (prespective) والأكسونومتري (Axonometry) تعتمد على فئتين من الإسقاطات:
- إسقاطات متوازية (بالإيطالية:Proiezioni parallele)أو إسقاطات اسطوانية (بالإيطالية:Proiezioni cilindriche), عندما يكون مركز الاسقاط نقطة لا نهائية.[1] التي تحدد بواسطة اتجاه خط d, يسمى اتجاه مركز الاسقاط. ووفقا للزاوية التي يشكلها اتجاه مركز الاسقاط مع مستوى الاسقاط، الاسقاط المتوازي ينقسم إلى نوعين:
- 1- اسقاطات عمودية (بالإيطالية: Proiezioni ortogonali), عندما يكون اتجاه مركز الاسقاط عمودي على مستوى الاسقاط. الاسقاطات العمودية تستخدم في نوعين من اساليب الاظهار:
  - أ- الاكسنومتري العمودية، التي وفقا للزاويا التي تشكلها المحاور المرجعية xyz مع مستوى الاسقاط، تنقسم إلى ثلاثة أنواع:
    - ايزومتريك (بالإيطالية: Isometrica), عندما المحاور xyz تشكل زوايا متساوية مع مستوى الاسقاط
    - ديمترك (بالإيطالية: Dimetrica), عندما اثنين فقط من المحاور xyz يشكلان زوايا متساوية مع مستوى الاسقاط
    - ترمترك (بالإيطالية: Trimetrica), عندما المحاور xyz تشكل زوايا مختلفة مع مستوى الاسقاط

  - ب- الاسقاطات العمودية المزدوجة (أو طريقة مونج), في هذه الحالة يستخدم على الاقل مستويين للاسقاط ومركزين للاسقاط عموديين على هاذين المستويين.
- 2- اسقاطات مائلة (بالإيطالية:Proiezioni oblique), عندما يكون اتجاه مركز الاسقاط مائل بالنسبة لمستوى الاسقاط. الاسقاطات المائلة تستخدم في نوع واحد من اساليب الاظهار، وهو:
- أ- الاكسنومتري المائلة (Assonometria obliqua), ووفقا لاحتمالية مطابقة (أو توازي) اثنين من المحاور بالنسبة لمستوى الاسقاط، الاكسنومتري المائلة تنقسم بالتوالي إلى نوعين:
  - اكسنوتري كافاليرا (بالإيطالية:assonometria Cavaliera), وهذه الاكسنومتري تنقسم بدورها إلى نوعين:
    - الكافاليرا الافقية (Cavaliera militare), عندما يكونان المحورين xy متطابقين (أو متوازيين) مع مستوى الاسقاط؛
    - الكافاليرا الامامية (Cavaliera frontale), عندما يكونان المحورين yz (أوxz) متطابقين (أو متوازيين) مع مستوى الاسقاط

  - واكسنومتري عامة (بالإيطالية:assonometria Generica), وتعتبر من بين أنواع الاكسنومتري الأكثر صعوبة، لأن الاسقاط الاكسنومتري لأصل المحاور xyz, لا يتطابق (كما كان يحدث في الاكسنومتري العمودية) مع ملتقى ارتفاعات (orthocentre) مثلث اثار المستويات المحورية.

مفاهيم اساليب التمثيل الهندسية الرئيسية تعتمد على مبادئ الهندسة الإسقاطية والتي فُصلت وطُبقت من قبل الهندسة الوصفية بهدف الحصول على إسقاطات مجسم ثلاثي الأبعاد على واحد أو أكثر من مستوى